# Реймон дю Пюи
Реймон дю Пюи (на френски: Raymond du Puy), известен и като Реймон дю Пюи дьо Прованс (на френски: Raymond du Puy de Provence) е 2-рият велик магистър на Ордена на рицарите-хоспиталиери. Той е начело на ордена в периода 1120 – 1158/1160 година.

## Биография
Когато през 1120 г. основателя на ордена на хоспиталиерите Жерар Том умира, на негово място е избран героят от щурма на Йерусалим Реймон дю Пюи, от благородническия френски род Дофинеи, който започва да се титулува като магистър на ордена.
За изпълнение задачите на ордена по защита на поклонниците в Светите земи, Реймон дю Пюи съставя първия Устав на ордена, който е утвърден от римския папа Калист ІІ през 1120 г. Членовете на ордена са разделени на 3 групи: рицари, капелани (братя-свещеници) и оръженосци.
Като водач на ордена взема участие в превземането на Аскалон през 1153 г. Реймон дю Пюи умира през 1160 г. и за негов приемник на поста е избран Оже дьо Балбен.